# بهاترا (بنگلادش)
بهاترا (به لاتین: Bhatra) یک روستا در بنگلادش است که در استان باریسال و در ناحیه باریسال واقع شده است.